# Ridondanza (linguistica)
Nei linguaggi verbali, la ridondanza è l'uso di parole la cui omissione non costituisce una sostanziale perdita di significato. Nella maggior parte dei casi si ricade nella tautologia: "una varietà differente", "un bonus aggiunto", "risultati finali", "i piani futuri", "le storie passate".
Un sottoinsieme di tautologia è quello che comprende gli acronimi ridondanti: l'abitudine di aggiungere a un acronimo una parola compresa nell'acronimo stesso, come quando si parla del "virus HIV" o di "numero PIN".
Una più generica classificazione di ridondanza è il pleonasmo, che comprende le parole non necessarie. Un pleonasmo è anche una forma puramente semantica usata di solito in alcuni linguaggi, per rendere chiaro il significato della frase. La complessa frase francese "Qu'est-ce que c'est?" viene usata al posto dell'italiano "Cos'è?", ma letteralmente potrebbe essere tradotta "Cos'è ciò che ciò è?". Il pleonasmo è usato per lo più come sinonimo della tautologia.
Una frase eccessivamente ridondante può ricadere nella logorrea e nella prolissità. Sono forme spesso usate per confondere l'interlocutore, al fine di nascondere qualcosa o manipolare l'opinione altrui, ma l'abuso di forme ridondanti sfocia di solito in veri e propri errori.
| Controllo di autorità | Thesaurus BNCF 5976 · LCCN (EN) sh85112149 · GND (DE) 4157937-9 · BNF (FR) cb11949786b (data) · J9U (EN, HE) 987007529522005171 |